# 야쓰역 (지바현)
야쓰역(일본어: 谷津駅)은 일본 지바현 나라시노시에 있는 게이세이 본선의 역으로, 역번호는 KS25이다.

## 역 구조
섬식 승강장 1면 2선의 고가역.
역사는 승강장의 바로 위에 있고 시모사 대지의 해식절벽 상에 위치하고 있다. 북쪽 입구는 대지 땅에 열고 있어 별로 차이가 없지만 남쪽의 입구는 과거의 해안선 쪽으로 향하고 있기 때문에 해식절벽 발등의 지상면과 역사 사이를 국도 제14호선으로 넘어가다 계단으로 오르내리게 된다. 이러한 역사 구조에서, 이곳은 시모사 대지의 땅에 위치한 야즈 5초메와 대지 밑부분의 매립지인 야쓰 4초메를 잇는 주요한 보행자 공간으로서도 기능하고 있다. 이 계단에는 2000년대로 들어서면서 에스컬레이터와 엘리베이터가 설치되었으며, 역 빌딩인 "야쓰 스퀘어"과도 직결된다. 그 밖에 역사와 승강장을 연결하는 엘리베이터도 설치되어 있다.
게이세이 전철 본선은 당역에서 상행 방향으로는 해안의 저지대를 따라 달리면서 하행 방향을 향하고, 북동쪽에 파여 있는 구 야쓰 마을의 골짜기를 지나 시모사 대지 위에 도달하게 된다.

### 승강장
| 1 | 게이세이 본선 | 닛포리・게이세이우에노・오시아게・ 도영 아사쿠사 선・ 게이큐 선 방면 |
| 2 | 게이세이 본선 | 게이세이쓰다누마・게이세이사쿠라・나리타 공항・ 신케이세이 선 방면   |

- 위 표의 노선명은 나리타 공항선 개업 후 여객안내의 명칭에 근거한다.

## 이용 현황
| 승차 인원 추이 | 승차 인원 추이     |
| 연도           | 1일 평균 승차 인원 |
| -------------- | ------------------ |
| 1998년         | 7,366              |
| 1999년         | 7,055              |
| 2000년         | 6,829              |
| 2001년         | 6,647              |
| 2002년         | 6,343              |
| 2003년         | 5,937              |
| 2004년         | 5,752              |
| 2005년         | 5,668              |
| 2006년         | 5,669              |
| 2007년         | 5,713              |
| 2008년         | 5,640              |
| 2009년         | 5,573              |
| 2010년         | 5,576              |
| 2011년         | 5,472              |

## 역 주변
- 야쓰 유원지
- 야쓰 갯벌
- 국도 제14호선
- 게이요 도로
- 야쓰 보건 병원
- 도쿄 만간 사회 복귀 요법 병원
- 나라시노 야쓰 우체국
- 요크 마트 야쓰점

## 역사
- 1921년 7월 17일: 야쓰 해안역으로 영업 개시. 개업 시의 승강장은 2면 2선식이었음.
- 1927년 8월 21일 ~ 1934년 5월: 게이세이 유원지로 인하여 지선이 존재하게 되었고 그 지선상에 야쓰 유원지 역이 존재함.
- 1936년 4월 10일: 지선의 폐선에 따라, 야쓰 유원지역으로 역명 변경.
- 1939년경: 전시 치하 때문에 야쓰 해안역으로 역명 변경.
- 1948년 4월 1일: 다시 야쓰 유원지역으로 역명 변경.
- 1967년경: 개량 공사로 인하여 역사와 승강장이 현재의 형태로 됨.
- 1984년 11월 24일: 1982년에 야쓰 유원지가 폐원한 관계로 야쓰역으로 역명 변경.
- 1985년 10월: 특급 정차역에서 제외됨.
- 2002년 10월 12일: 급행 대신 쾌속이 설정되고 쾌속 정차역에서 제외된 관계로 보통 열차만 정차하는 역 됨.
- 2009년 4월 27일: 역사와 승강장을 연결하는 휠체어 대응 엘리베이터가 설치됨.

## 사진

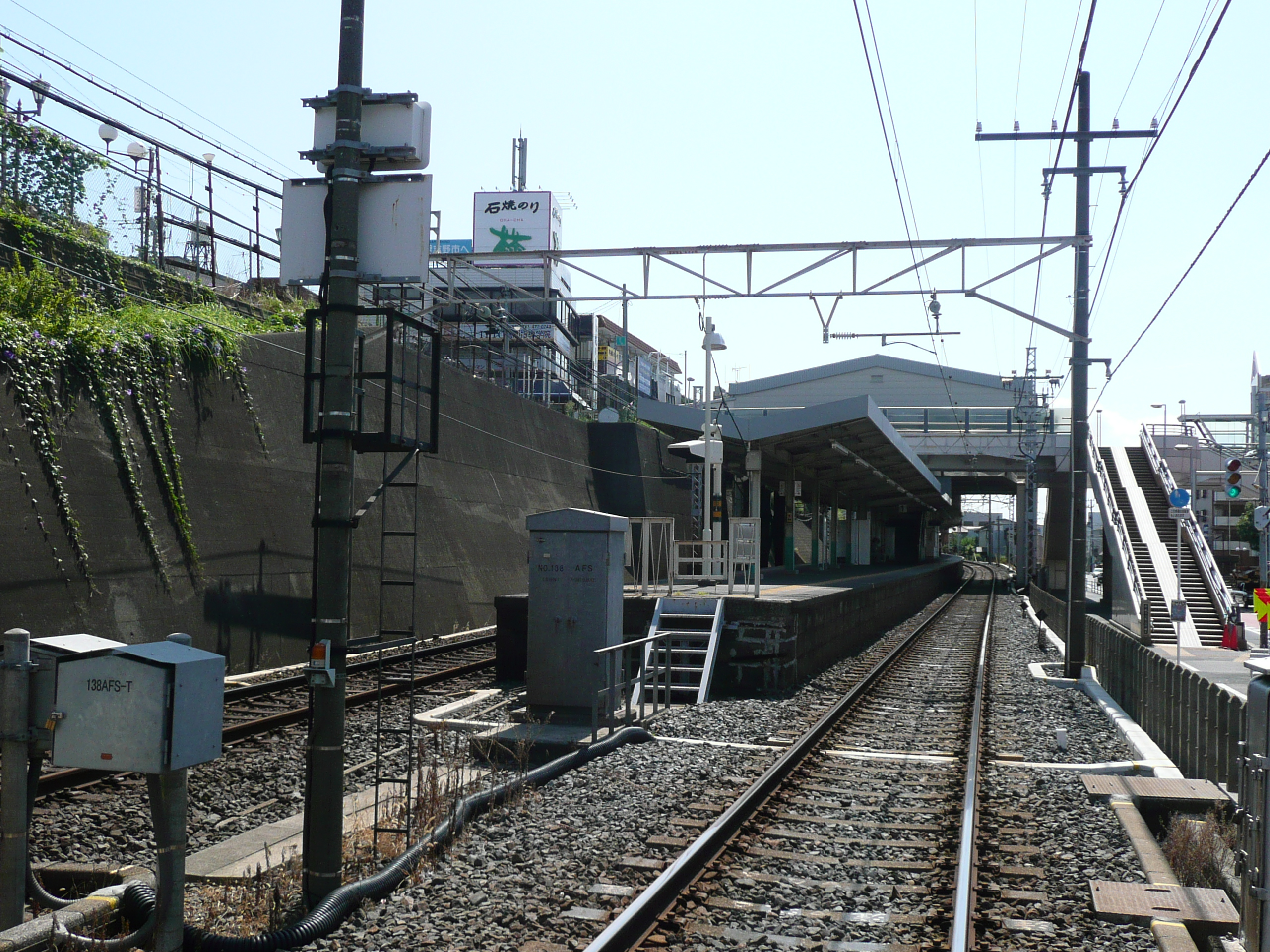
역사와 승강장 (왼쪽의 콘크리트 옹벽이 시모사 대지의 해식절벽이다)
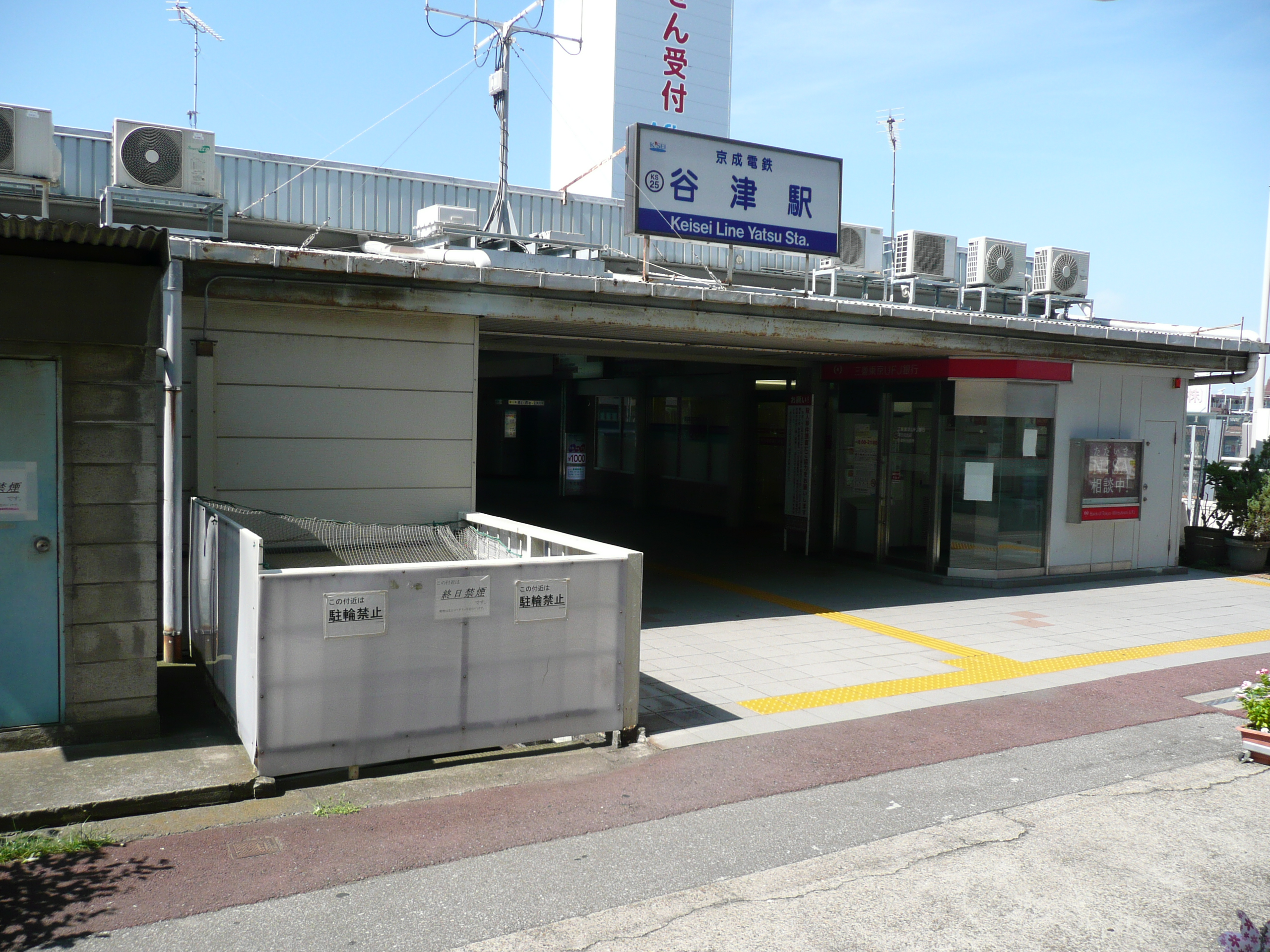
북쪽 출입구
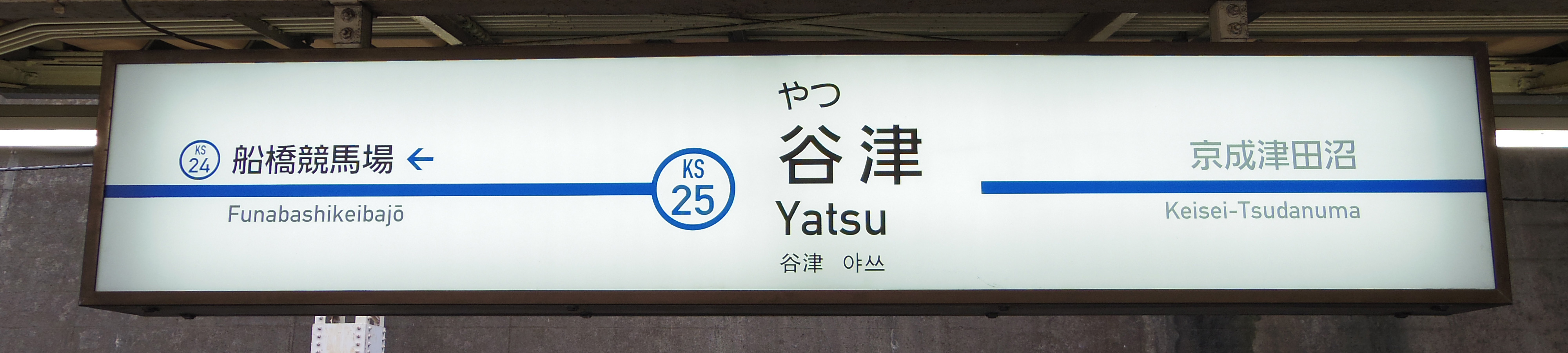
역명판
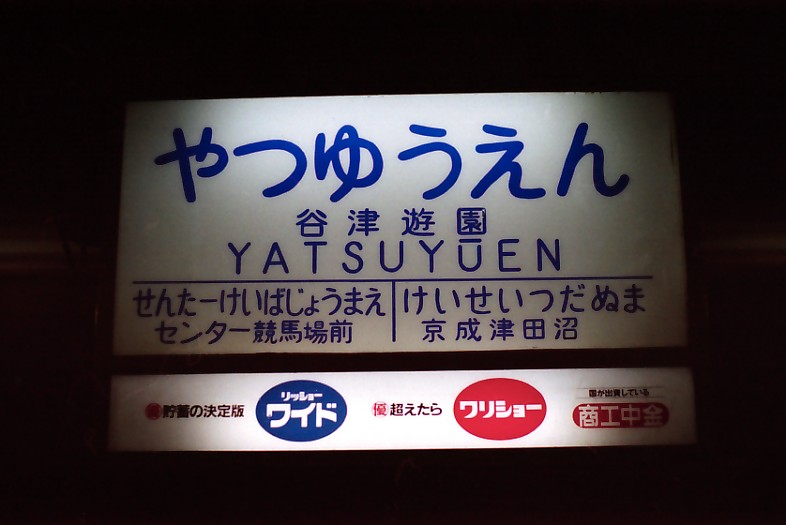
야쓰 유원지 역 시절 역명판 (1985년)

## 인접역
| 게이세이 전철 본선                        | 게이세이 전철 본선 | 게이세이 전철 본선                     |
| ----------------------------------------- | ------------------ | -------------------------------------- |
| KS24 후나바시케이바조 게이세이우에노 방면 | ■ 보통             | 게이세이쓰다누마 KS26 나리타 공항 방면 |